# Tentativa de golpe de Estado na Líbia em 2013
A tentativa de golpe de Estado na Líbia em 2013  foi uma tentativa de golpe de Estado por um grupo de membros do Congresso Geral Nacional de assumir o controle do país pelo sequestro do primeiro-ministro líbio Ali Zeidan na madrugada do 10 de outubro de 2013 por homens armados do grupo Sala de Operações dos Revolucionários Líbios, sob instruções do Serviço de Investigação Criminal, em sua residência no Hotel Corinto (Tripoli). Zeidan seria libertado horas depois após uma milícia pró-governo invadir o local onde estava sendo mantido. Depois de sua libertação, Zeidan afirmou que o incidente foi uma tentativa de golpe orquestrado por duas milícias ligadas a membros da oposição a Zeidan no Congresso Geral Nacional. 
Ambos os grupos, que estavam indiretamente relacionados aos Ministérios do Interior e da Defesa, afirmaram que a operação foi uma resposta à captura por SEALs estadunidenses em Tripoli de Abu Anas al Libi, um terrorista da Al Qaeda próximo a Osama bin Laden, o qual a viram como uma violação de sua soberania. No entanto, para Zeidan foi uma "tentativa golpista" e afirmou que o responsável pela complexa operação, que tinha mobilizado centenas de efetivos, só poderia ser uma força política.
Após uma investigação, Zeidan afirmou que os planejadores da operação foram dois congressistas independentes de Zawiyah e de ideologia islamista: Mustafa Treiki e Mohamed Al-Kilani. A imunidade parlamentar, bem como a falta de autoridade e rivalidade dentro do Congresso permitiu que ambos permanecessem impunes.